# Markus Vogt
Markus Vogt (Múnich, 25 de septiembre de 1965) es un deportista alemán que compitió en remo. Su hermana Miriam compitió en esquí alpino.
Ganó una medalla de bronce en el Campeonato Mundial de Remo de 1991, en la prueba de cuatro sin timonel. Participó en los Juegos Olímpicos de Barcelona 1992, ocupando el cuarto lugar en la misma prueba.

## Palmarés internacional
| Campeonato Mundial | Campeonato Mundial | Campeonato Mundial | Campeonato Mundial |
| Año                | Lugar              | Medalla            | Prueba             |
| ------------------ | ------------------ | ------------------ | ------------------ |
| 1991               | Viena (Austria)    | Medalla de bronce  | Cuatro sin timonel |